# 毒性 (アルバム)
『毒性』（どくせい、Toxicity）は、システム・オブ・ア・ダウンの2枚目のアルバム。2001年9月4日にアメリカン・レコーディングスとコロムビア・レコードからリリースされた。

## 概要
- ビルボード200で初登場1位。これまでに全米で300万枚、全世界で計1,200万枚の売上げ。シングルカットされた3曲は全てビルボード・ホット100にランクインするなど、商業的大成功を収めた。
- アルバムタイトルの由来について。メンバーは生まれ育ったロサンゼルスを"Toxic City"と呼んでおり、この街の表立たない負の側面を知って欲しいとしている。
- プロデューサーはリック・ルービン。前作のハードなメタル要素は踏襲しつつ、コーラスを増やしポップソング化を意識。ビートルズを参考にしたとダロン・マラキアンが明かしている[1]。オルタナティブ・メタル、スラッシュ・メタル、アート・メタル、ハード・ロック、プログレッシブ・メタル、ヘヴィ・メタルとあらゆるメタル要素のほか、メンバーのルーツであるアルメニア音楽にフォーク、ジャズ、中東音楽、ギリシャ音楽など、複数ジャンルの音楽要素を巧みに取り入れたのが特徴。
- 収録の14曲はレコーディングされた30曲以上の中から絞られている。未収録曲は次作の収録に回した。
- 多くの音楽誌やロック専門誌がこぞって今作を賞賛。2001年のアルバム・オブ・ザ・イヤーやベスト・メタル・アルバムのひとつに選定される。メタリカのカーク・ハメット、ラーズ・ウルリッヒが2000年代のベストアルバムに選ぶなど業界からも支持が多く、バンドの評価を一気に高めた作品でもある[2]。

## 収録曲
1. Prison Song (3:21)
　ドラッグ所持で収容された200万のアメリカ人を題材に、麻薬取引を利用して資金調達するCIAを批判した曲。
2. Needles (3:12)
3. Deer Dance (2:55)
　2000年の民主党全国大会をめぐる抗議活動について書かれた曲。
4. Jet Pilot (2:05)
5. X (1:57)
6. Chop Suey! (3:30) - 1stシングル
　最初は「Self-righteous Suicide」（独りよがりな自殺）という曲名だったが、レコード会社に訂正される。結果、中華料理のチャプスイに。ミュージックビデオ内で食べるシーンがある。
　ダロンは曲の解釈について「死っていうのは捉え方次第で向き合い方が変わるもの。もし俺が薬物の過剰摂取で中毒死してしまうっていう状況を、皆は麻薬を乱用したんだから自業自得だって言う。
　それ故に天使は死ぬに値する(Angels deserve to die)って台詞を用いたんだ」とキリストをモチーフに例えている。
　アルバムが発売した翌週にアメリカ同時多発テロ事件が発生。そんな状況下でビルボードにチャートインし続けるこの曲は非常に目立った。政治的内容に目を付けられ、大手ラジオ局の放送自粛候補に入れられた。
　2001年のグラミー賞最優秀メタル・パフォーマンス賞に初ノミネート。
7. Bounce (1:54)
　乱交問題について書かれた曲。
8. Forest (4:02)
9. ATWA (2:56)
　カルト指導者チャールズ・マンソンにインスピレーションを受けて作られた曲。タイトルは彼の発言「Air、Trees、Water、Animals」(自然との調和を表す意味)の頭文字から。
10. Science (2:42)
11. Shimmy (1:50)
12. Toxicity (3:40) - 2ndシングル
13. Psycho (3:48)
　グルーピーについて書かれた曲。
14. Aerials (6:11) - 3rdシングル
　このアルバムの中で最も売れたシングルカット曲。2003年のグラミー賞最優秀ハードロック・パフォーマンス部門にノミネート。
　曲の終わりに流れる隠しトラックは、アルメニア人歌手によるフォークソング「Arto」